# Canal de calcio
Los canales de calcio son canales iónicos (estructuras macromoleculares transmembrana, provistas de un poro y situadas en la membrana plasmática de las células) que permiten la entrada de iones Ca2+ al citosol y por tanto, hacen que aumente la concentración intracelular de este ion, produciendo una despolarización, lo que constituye una señal para la activación de muchas funciones celulares.
El calcio actúa en varias vías de señalización intracelular regulando procesos de secreción endócrina , contracción muscular, proliferación celular y apoptosis.
El calcio está más concentrado fuera de la célula que dentro, de manera que existe una diferencia de potencial (potencial de membrana) a ambos lados de la membrana plasmática neuronal. El interior celular contiene solamente 100 nanomoles (nM) de Ca, mientras que el exterior tiene concentraciones 10 mil a 20 mil veces mayores.
Este gradiente de concentraciones se mantiene por la actividad de bombas de Ca2+ en la membrana plasmática y retículo endoplasmático que mueven al ion en contra de su gradiente de concentración. El intercambiador Na+/Ca2+ entra 3 iones de Na+ a la vez que saca 1 ion de Ca2+
Cuando los canales de Ca2+ se abren, el ion Ca2+ tiende a entrar pasivamente en la célula, a través de dichos canales, siguiendo su gradiente de concentración e igualando rápidamente las concentraciones de Ca2+ a ambos lados de la membrana.
La entrada del ion con cargas positivas genera una despolarización de la membrana; al igual que sucede con los canales de sodio. La despolarización que producen los canales de calcio es menos acentuada que la producida por los canales de sodio, porque la concentración intracelular de calcio  no es tan grande como la concentración extracelular de sodio.
La despolarización de la membrana hace que se abran más canales de Ca2+. Además el Ca2+ intracelular actúa sobre proteínas intracelulares como la calmodulina, troponina C, calbindina, calreticulina, calsecuestrina, entre otras actuando como señalizador intracelular para iniciar distintos procesos. 
Los iones de Ca2+ promueven la fusión de la membrana de la vesícula sináptica con la membrana terminal del axón en la neurona, provocando la liberación del neurotransmisor (por ej: la acetilcolina) en la hendidura sináptica por un mecanismo de exocitosis.
Actúan así en procesos como la contracción muscular y secreción endócrina, además de la neurotransmisión.
Se conocen 3 tipos de canales de Ca2+ y presenta 10 isoformas que varían según el tejido.

## Canales dependientes de ligando
(Receptor Operated Calcium Channel- ROCC).
Por ejemplo el receptor nicotínico, el receptor GABA A, el receptor glicina y receptor NMDA (N-metil-D-aspartato).
El receptor MDMA, consta de cuatro segmentos transmembrana (M1-M4), siendo el M2 la pared del canal que permite el pasaje de iones Ca, así como Na y K. Cuando la célula está en reposo, su poro está bloqueado por el ion Mg 2+, y este bloqueo se elimina de forma transitoria cuando la célula se despolariza.
El receptor nicotínico, se abre en respuesta a la unión del NT acetilcolina y permite el pasaje de iones de Na y K, además de Ca2+ y Mg2+

## Canales activados por parámetros físicos
(Transient Receptor Potencial- TRP): responden a cambios de pH, distensión de membrana, hormonas, temperatura, entre otros. Su apertura permite el pasaje de Na y de Ca2+ al interior celular. Se conocen 7 subfamilias de TRPs presentes en casi todos los tejidos del organismo. 

## Canales dependientes de voltaje
(Voltage-gated Calcium Channels - VDCCs). Estos canales son específicos para Ca2+ y su apertura ocurre cuando la membrana plasmática está ligeramente despolarizada (potencial de membrana = - 60 mV). Su apertura también está sujeta a regulación por proteínas intracelulares.

Su estructura consta de 4 subunidades (α1, β, α2-δ y γ), La subunidad central α1 consta de 6 segmentos transmembrana (S1-S6) y es la que forma el poro por el cual pasa el ion Ca2+. Uno de sus segmentos (el segmento 4 es el sensor de voltaje). La subunidad α2δ está implicada en la apertura del canal y es el blanco farmacológico del fármaco anticonvulsivante carbamazepina. 

También pueden abrirse en respuesta al estímulo de receptores β1, β2 adrenérgicos, (mediante proteínas G que aumentan el AMPc) 

### Clasificación funcional de canales de calcio dependientes de voltaje
Según el potencial de membrana requerido para activarse se clasifican en: 
- canales tipo L (long lasting): requieren alto potencial para activarse y se inactivan lentamente. Se encuentran en músculo estriado (esquelético y cardiaco), células endocrinas, neuronas y retina. Son sensibles a fármacos dihidropiridinas
- canales tipo T (transient): se activan a bajo voltaje y se inactivan de forma rápida. Se encuentran en músculo estriado y neuronas
- canales N (neither L or T): presentan características intermedias entre los L y T. Se localizan solamente en neuronas y no responden a dihidropiridinas

## Canales de Calcio en la contracción muscular
El aumento del calcio intracelular en el músculo estriado permite la interacción entre las proteínas actina, miosina, tropomiosina (TM) y troponina (Tn) responsables de la contraccicón muscular. Siendo la troponina el sitio de unión del calcio que modifica su estructura y permite que se liberen los sitios activos de unión a tropomiosina.
En el músculo liso, Ca2+ intracelular se une a la calmodulina formando un complejo calcio-calmodulina, (Ca2+-CM), que activa la quinasa de cadena ligera de la miosina facilitando su interacción con la actina. 

Cuando disminuyen los niveles de calcio intracelular ocurre la relajación muscular. 

## Canales de calcio en la neurotransimisón
La exocitosis de vesículas presinapticas que contienen neurotransmisores es un proceso dependiente del calcio intracelular. Cuando llega un potencial de acción a la terminal presináptica y se activan los canales de Na+ dependientes de voltaje, entra Na a la neurona (cargas positivas), despolarizando la membrana plasmática y abriendo canales de Ca regulados por voltaje (VDCCs), el cual ingresará de forma pasiva por gradiente de concentración, uniéndose a la calmodulina y activando la exocitosis de las vesículas con neurotransmisor hacia la hendidura sináptica.

El mecanismo por el cual se produce la secreción endócrina de hormonas como la insulina, mediado por calcio es similar. 
Cuando un impulso nervioso generado por el sistema nervioso central (o un estimulador nervioso periférico), es propagado a la terminación nerviosa, este potencial de acción nervioso induce un cambio en la permeabilidad de los canales de calcio, iniciándose la despolarización y permitiendo el influjo de iones de Ca2+.

Una vez la acetilcolina entra en la hendidura sináptica, se puede unir a los receptores colinérgicos, cuya unión es muy breve (1 ms) ya que es rápidamente metabolizada por la enzima acetilcolinesterasa, a colina y acetato. La colina es nuevamente retomada y reutilizada para nueva síntesis de acetilcolina.
Los receptores colinérgicos los podemos clasificar como muscarínicos y nicotínicos:
- Receptores muscarínicos. Encontramos los receptores muscarínicos en el corazón (bradicardia), en músculo liso de tracto gastrointestinal (peristalsis y relajación de esfínteres), glándulas exocrinas (aumento de secreciones), bronquios (espasmo bronquial), tracto urinario, ojo (contracción del músculo circular del iris), etc. La atropina bloquea los efectos muscarínicos de la acetilcolina, pero la intensidad de la respuesta depende de la dosis. Dosis bajas bloquearán los receptores muscarínicos cardíacos, pero no las respuestas del músculo liso.
- Receptores nicotínicos. Los receptores nicotínicos se encuentran en los ganglios autónomos (simpáticos y parasimpáticos) y en la unión neuromuscular. Parece que los receptores nicotínicos de la unión mioneural y de los ganglios tienen algunas diferencias y de ahí sus distintas respuestas ante una misma droga.[2]

## Canales de calcio en el ciclo cardíaco
La regulación del ciclo cardíaco depende de las concentraciones de calcio citoplasmático en el miocito. Los nodos SA y AV tienen canales de calcio tipo L, la despolarización del miocito depende del flujo de Ca hacia el interior celular a través de estos canales

## Importancia farmacológica
Los canales de calcio de tipo L son el blanco de fármacos antiarritmicos y antihipertensivos. Mientras que los canales de calcio tipo T son el blanco de ación de fármacos anticonvulsivantes. 
Estos fármacos reducen la frecuencia de apertura de los canales de calcio en respuesta a la despolarización. Se unen más rápidamente a células que presentan potenciales de membrana más despolarizados, lo que explica su mayor afinidad por las células musculares vasculares y por las células nodales que tienen potenciales de membrana alrededor de -60 mV comparadas con las células musculares auriculares, ventriculares y las fibras de Purkinje que tienen potenciales de membrana de -90 milivoltios (mV). El efecto es vasodilatador e inhibitorio de la actividad de los nodos. Como efecto adverso pero puede haber relajación de músculo liso en otros tejidos (digestivo, bronquial y uterino)
En el tratamiento de la epilepsia se busca inhibir la propagación de la despolarizacion anormal actuando sobre los canales tipo L, además tienen efecto sobre el músculo liso vascular del cerebro evitando el vasoespasmo